# 福山牝馬特別
福山牝馬特別（ふくやまひんばとくべつ）とは、福山競馬場で行われていた牝馬限定の重賞競走である。正式名称は「北陸・東海・近畿・中国地区交流 福山牝馬特別」。

## 概要
中央競馬のGI競走・ヴィクトリアマイルのステップ競走の東海・北陸・近畿・中国地区の代表馬選定競走となっており、1着馬のみ阪神牝馬ステークス・福島牝馬ステークスへの出走権が与えられる。
総額賞金は280万円で、1着賞金200万円、2着賞金46万円、3着賞金18万円、4着賞金10万円、5着賞金6万円となっている。

## 歴史
前身は園田競馬場で行われていた「兵庫牝馬特別」。2002年以降はアラブ系競走馬の減少に従って一時休止されていたが、2004年よりサラブレッド系限定の競走として復活した。2004年のみ姫路競馬場の1500メートルで施行。
2007年からは重賞に格上げされ、それを期に大阪スポーツを発行する東京スポーツ関西支社から優勝杯の提供を受け、名称を「大阪スポーツ杯 兵庫牝馬特別」に変更した。代表馬選定競走となった2006年を第1回としている。
2009年、本競走と同じく中央競馬のGI地区代表馬選定競走である若草賞（それまで笠松で施行）、マイル争覇（それまで名古屋。施行は2010年）とともに、福山競馬場へ移設され、優勝杯の提供が東京スポーツ関西支社からデイリースポーツ社に変更された。それらにともない、名称を「大阪スポーツ杯 兵庫牝馬特別」から「デイリースポーツ杯 福山牝馬特別」に変更した。2013年からデイリースポーツ社が提供から撤退し、名称を「北陸・東海・近畿・中国地区交流 福山牝馬特別」に変更した。

### 歴代優勝馬（兵庫牝馬特別時代）
| 回数      | 施行日        | 優勝馬             | 性齢 | 所属 | タイム | 優勝騎手 | 管理調教師 | 1着賞金 |
| --------- | ------------- | ------------------ | ---- | ---- | ------ | -------- | ---------- | ------- |
|           | 2004年3月03日 | ブリッジヘッド     | 牝4  | 園田 | 1:36.8 | 岩田康誠 | 斉藤裕     | 200万円 |
|           | 2005年1月27日 | ドリームシフト     | 牝4  | 園田 | 1:51.6 | 田中学   | 曾和直榮   | 200万円 |
| （第1回） | 2006年2月08日 | タイキアヴェニュー | 牝6  | 園田 | 1:51.7 | 田中学   | 大石省三   | 280万円 |
| 第2回     | 2007年2月07日 | チヨノドラゴン     | 牝4  | 金沢 | 1:52.2 | 前野幸一 | 鈴木正也   | 250万円 |
| 第3回     | 2008年2月06日 | キーポケット       | 牝4  | 園田 | 1:51.1 | 田中学   | 吉行龍穂   | 200万円 |

### 歴代優勝馬（福山牝馬特別）
| 回数  | 施行日        | 優勝馬           | 性齢 | 所属 | タイム | 優勝騎手 | 管理調教師 | 1着賞金 |
| ----- | ------------- | ---------------- | ---- | ---- | ------ | -------- | ---------- | ------- |
| 第1回 | 2009年2月22日 | キーポケット     | 牝5  | 園田 | 1:46.0 | 板野央   | 吉行龍穂   | 250万円 |
| 第2回 | 2010年2月22日 | キーポケット     | 牝6  | 園田 | 1:47.4 | 吉村智洋 | 吉行龍穂   | 250万円 |
| 第3回 | 2011年2月27日 | ゴールドピアース | 牝5  | 園田 | 1:47.1 | 木村健   | 荒山義則   | 250万円 |
| 第4回 | 2012年2月26日 | ゴールドピアース | 牝6  | 園田 | 1:46.7 | 木村健   | 荒山義則   | 200万円 |
| 第5回 | 2013年2月24日 | エーシンアガペー | 牝6  | 園田 | 1:44.6 | 田中学   | 橋本忠男   | 200万円 |

## 本競走優勝馬のヴィクトリアマイルステップ競走における成績
| 施行日       | 競走名             | 馬名             | 性齢 | 所属 | 着順 | 騎手   |
| ------------ | ------------------ | ---------------- | ---- | ---- | ---- | ------ |
| 2011年4月9日 | 阪神牝馬ステークス | ゴールドピアース | 牝5  | 園田 | 17着 | 木村健 |
| 2012年4月7日 | 阪神牝馬ステークス | ゴールドピアース | 牝6  | 園田 | 17着 | 木村健 |